# 劉易斯·查爾斯·阿靈頓
劉易斯·查爾斯·阿靈頓（英語：Lewis Charles Arlington，1859年10月2日—1942年），也譯為阿林敦，美國漢學家。
他於1879年來到中國，先加入北洋水師，1884年後轉到南洋水師，參加了中法戰爭。他於1886年進入大清皇家海關總稅務司工作，1906－1929年在郵政局服務，1919－1926年間在中華民國郵政總局任郵政司。1929年退休後仍住在北京。他在中國生活了60餘年，退休後專門從事寫作和研究，成為一位漢學家。

## 生平
他是蘇格蘭裔美國人，於1859年10月2日生於美國加利福尼亞州舊金山，青年時代有長期的航海船員經歷。

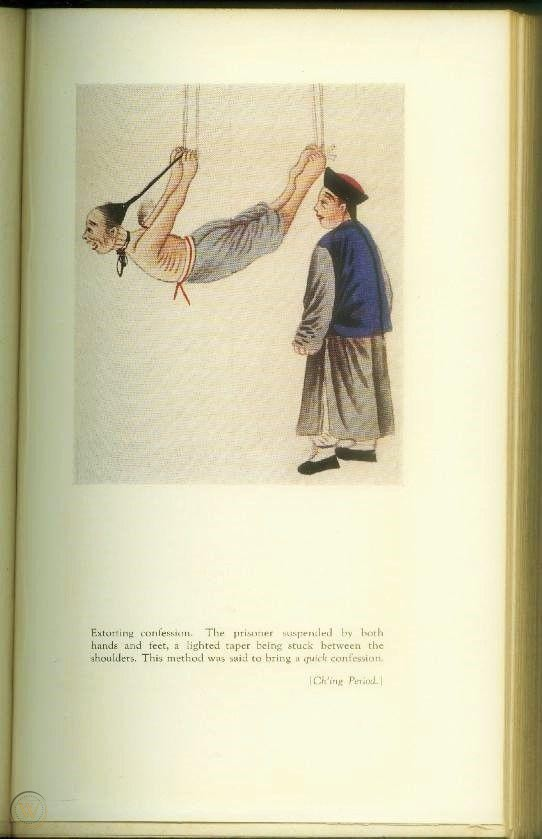
《青龍過眼》中的酷刑逼供

他於1879年來到中國天津。1885年參加了中法戰爭中的石浦海戰與鎮海之戰。

## 著作

### 中譯本

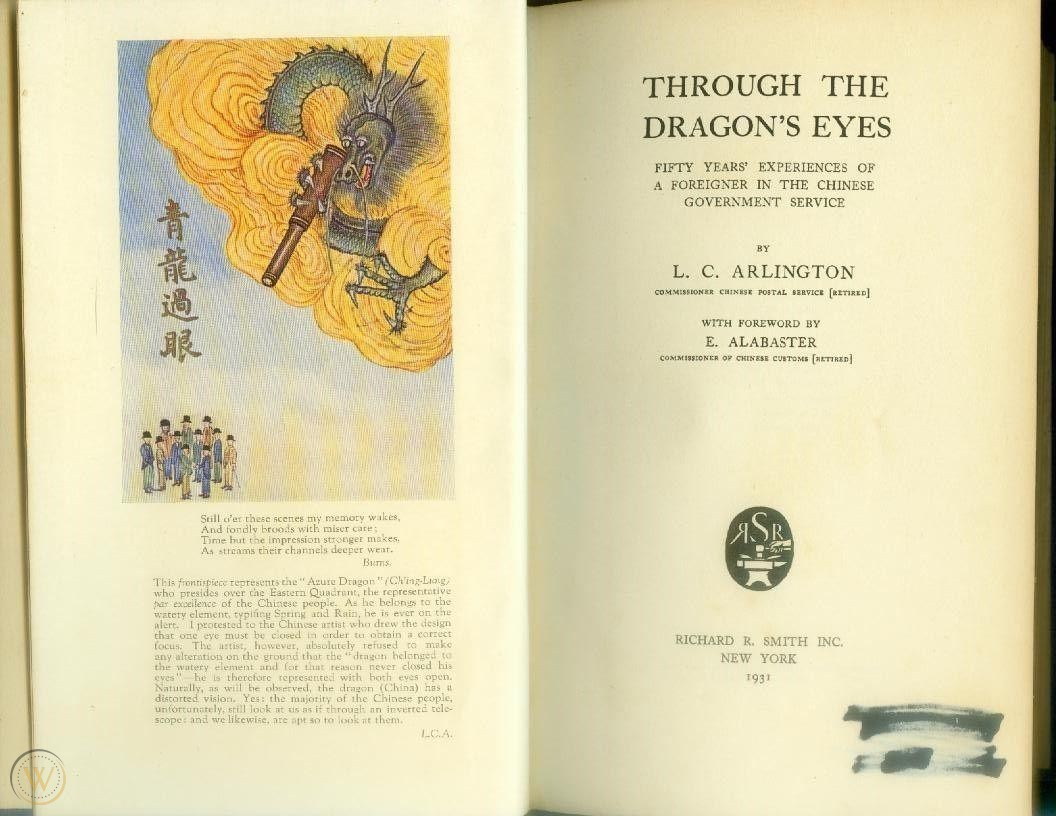
《青龍過眼》內頁

- 《青龍過眼》是《Through the Dragon's Eyes》的中譯本。[4][5]
- 赵晓阳译的《In Search of Old Peking》有兩個版本。《古都舊景》由经济科学出版社出版；《寻找老北京》由清华大学出版社出版。[6][7][8]

### 英文著作

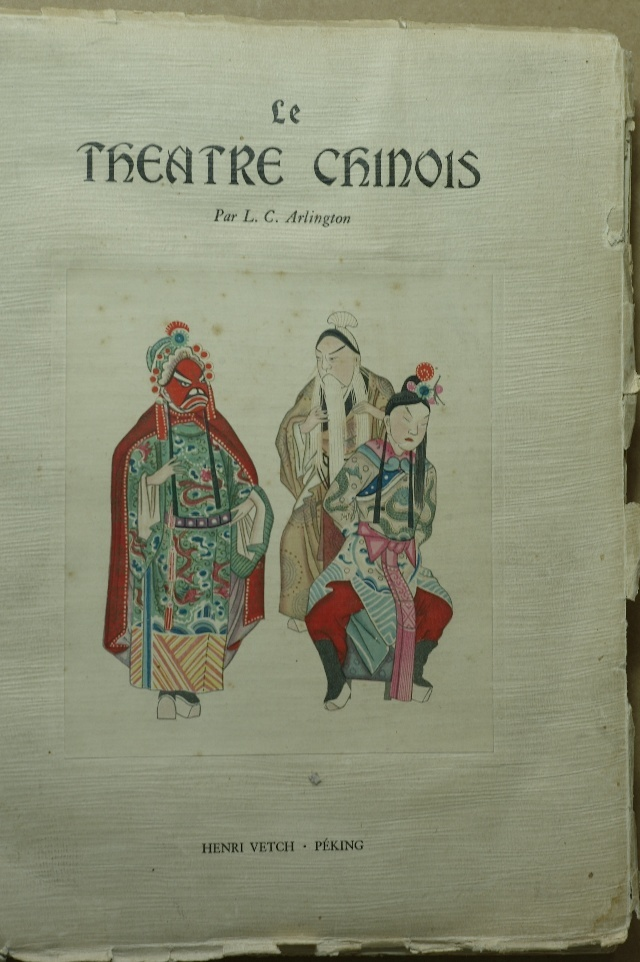
《中國戲劇史》法文版封面

- 1930年出版《The Chinese drama from the earliest times until today》。《中國戲劇史》一書由翟理斯序，梅蘭芳題。[9]
- 1937年與艾克敦（英语：Harold Acton）合著《Famous Chinese Plays》將中國古典戲劇翻譯為英文。《中國名劇集》一書也譯為《戏剧之精华》。[1][10]

## 外部連結
- Famous Chinese plays